# نیشا ساولیچ
نیشا ساولیچ (صربی: Niša Saveljić؛ زادهٔ ۲۷ مارس ۱۹۷۰) بازیکن فوتبال اهل مونته‌نگرو بود که در پست مدافع بازی می‌کرد.
از باشگاه‌هایی که در آن بازی کرده‌است می‌توان به باشگاه فوتبال باستیا، باشگاه فوتبال گنگام، باشگاه فوتبال بوردو، باشگاه فوتبال سوشو، و باشگاه فوتبال پارتیزان اشاره کرد.
وی همچنین در تیم‌های ملی فوتبال زیر ۲۱ سال یوگسلاوی و صربستان و مونته‌نگرو بازی کرده‌است.